# Lijst Martelaar Rafik Hariri
De Alliantie van de 14de Maart of Lijst Martelaar Rafik Hariri (Arabisch: تحالف 14 آذار, Taḥāluf 14 Adhār) is een Libanese politieke alliantie van partijen en onafhankelijken die onder leiding staat van Saad Hariri, zoon van de op 14 februari 2005 vermoorde voormalige premier Rafik Hariri. De Lijst Martelaar Rafik Hariri is gericht tegen de Syrische invloed in Libanon en bestaat uit zowel (centrum-)linkse als (centrum-)rechtse partijen. Bij de parlementsverkiezingen van 29 mei en 20 juni 2005 behaalde de Lijst Rafik Hariri 72 van het 128 zetels tellende Nationale Vergadering en werd hiermee de grootste groepering in het parlement. Fouad Siniora, een soennitisch moslim en vriend van de vermoorde ex-premier Rafik Hariri, vormde een brede coalitieregering waarin alle parlementaire groeperingen waren vertegenwoordigd behalve de Aoun Alliantie (van generaal Michel Aoun).
De Courant du Futur, de partij van Saad Hariri, domineert de Lijst Rafik Hariri met 36 zetels in het parlement.

## Partijen en sub-allianties die onderdeel zijn van de Lijst Rafik Hariri
- Courant du Futur (Tayyar al-Mustaqbal), 36
- Progressieve Socialistische Partij Hizb al-Taqadummi al-Ishtiraki), 16
- Forces Libanaises (Hizb al-Quwwat al-Loubnaniya), 6
- Qornet Shehwan Vergadering (Qornet Shehwan), 6
  - Falangistische Partij (Hizb al-Kataeb)
  - Nationaal-Liberale Partij (Hizb al-Watanjoun al-Ahrar)
  - Onafhankelijken
- Tripoli Blok, 3
- Democratische Vernieuwing, 1
- Beweging van Linkse Democraten (Harakatu i Yasari Dimuqrati), 1
- Onafhankelijken, 3